# Esmeraldasboself
De esmeraldasboself (Chaetocercus berlepschi) is een vogel uit de familie Trochilidae (kolibries). Deze kolibrie werd in 1889 geldig beschreven door de Franse dierkundige Eugène Simon. De wetenschappelijke naam is een eerbetoon aan Hans Graf von Berlepsch. De Nederlandse naam verwijst naar de Ecuadoraanse provincie Esmeraldas. Het is een bedreigde, endemische vogelsoort uit westelijk Ecuador.

## Kenmerken
De vogel is 6 tot 7 cm lang; het is een kleine kolibrie waarbij het mannetje opvallend paars en groen gekleurd is. Beide geslachten zijn van boven glanzend groen. Het mannetje heeft een glanzend paarse borstband die doorloopt tot op de flanken. De borst en buik zijn grijswit. Verder loopt er vanaf het oog een zwarte brede streep omlaag, met daarboven een witte wenkbrauwstreep. De staart is kort en een klein beetje gevorkt en de snavel is zwart en recht.

## Verspreiding en leefgebied
Deze soort is endemisch in de westelijke provincies Esmeraldas, Manabí, Santa Elena en Guayas van Ecuador. De leefgebieden zijn zeer versnipperd, er zijn er 15 bekend. Het zijn bossen die liggen op regenrijke hellingen (meer dan 1500 mm neerslag per jaar) van de uitlopers van de Andes op hoogten tussen 0 en 750 m boven zeeniveau.

## Status
De esmeraldasboself heeft een beperkt en sterk versnipperd verspreidingsgebied en daardoor is de kans op uitsterven aanwezig. De grootte van de populatie is in 2020 door BirdLife International geschat op 1000-2700 volwassen individuen en de populatie-aantallen nemen af. Het leefgebied wordt aangetast door ontbossing waarbij natuurlijk bos wordt omgezet in begrazingsgebied voor geiten en ander agrarisch gebruik en menselijke bewoning. Om deze redenen staat deze soort als bedreigd op de Rode Lijst van de IUCN.